# Germaine Guèvremont

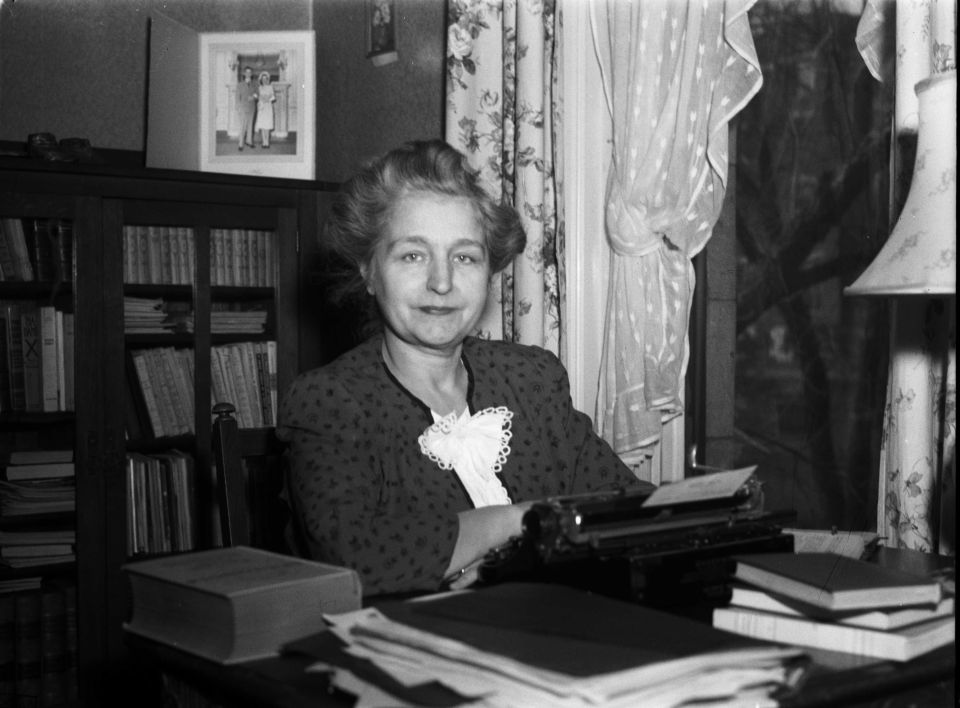
Germaine Guèvremont 1946

Germaine Guèvremont (* 16. April 1893 in Saint-Jérôme als Germaine Grignon; † 21. August 1968 in Terrebonne) war eine kanadische Schriftstellerin. Ihre Romane Le Survenant (1945) und Marie-Didace (1947) gelten als die besten und letzten Vertreter des roman du terroir.

## Leben und Schaffen
Sie wurde als Germaine Grignon, Tochter des Anwalts Joseph-Jérôme Grignon und der Malerin Valentine Labelle geboren. Bereits in jungen Jahren begann sie unter dem Pseudonym Nature Gedichte zu verfassen. Nach ihrer Ausbildung in Sainte-Scholastique, Saint-Jérôme, Lachine und Toronto arbeitete sie am Gericht von Sainte-Scholastique. In dieser Zeit begann sie, für Frauenzeitschriften zu schreiben.
1916 heiratete sie Hyacinthe Guèvremont, einen Beamten und professionellen Eishockeyspieler (Montreal Canadiens). 1920 ließen sich die Guèvremonts in Sorel nieder und zogen fünf Kinder groß.

Als 1926 eines ihrer Kinder starb, begann Guèvremont nach zehnjähriger Unterbrechung wieder zu arbeiten, um gegen ihre Depression anzugehen. Sie schrieb für The Gazette, Paysana und L'Oeil, wurde Chefredakteurin beim Le Courrier de Sorel. 1935 zog Guèvremont mit ihrer Familie nach Montréal. Dort arbeitete sie als Stenographin am Gericht und schrieb weiter für Zeitschriften. 1942 erschien ihr erstes Buch En pleine terre, eine Sammlung von Kurzgeschichten, die zuvor einzeln in Paysana herausgekommen waren.
1945 veröffentlichte sie Le Survenant. Dieser Roman und seine Fortsetzung Marie-Didace (1947) waren große Publikumserfolge. Sie wurden zudem mehrfach prämiert und von der Kritik als Höhepunkt des roman du terroir eingestuft. Darüber hinaus gelten sie retrospektiv als die letzten wichtigen Vertreter dieses Québecer Genres. In den beiden Romanen zeigen sich allerdings bereits abweichende Aspekte ab, etwa der Niedergang des ländlichen Lebens während der Weltwirtschaftskrise. Zudem lässt die Darstellung der Frauen prä-feministische Lesarten zu. Das Hörspiel, das Guèvremont 1950 aus dem Romanstoff entwickelte, wurde 1952–1955 auf CBC/Radio-Canada ausgestrahlt. 1954 bis 1959 folgte mit der Trilogie Le Survenant (1954–1957), Au Chenal du Moine (1957–1958) und Marie-Didace (1958–1959) eine auf den beiden Romanen basierende Fernsehserie mit 138 Folgen. 1957 entstand aus Le Survenant ein Spielfilm, und 2005 folgte eine Neuverfilmung von Érik Canuel. Für The Outlander, die englische Übersetzung von Le Survenant und Marie-Didace, wurde Guèvremont 1950 mit dem Governor General’s Awards for Literary Merit ausgezeichnet.
1962 wurde Guèvremont in die Royal Society of Canada aufgenommen. Nach dem Tod ihres Mannes (1964) schrieb sie das Drehbuch zu L'Adieu aux îles und begann mit ihrer Autobiographie Le Premier Miel. Während sie daran arbeitete, verstarb Guèvremont 1968.

## Werke (Auswahl)
Romane und Erzählungen
- En pleine terre (1938)
- Tu seras journaliste (1939)
- En pleine terre. Paysanneries, trois contes. (1942)
- Le Survenant (1945)
- Marie-Didace (1947)

Drehbuch und Hörspiel
- Le Survenant (1950)
- L'Adieu aux îles (1968)

Briefe
- En dépit des frontières linguistiques. Correspondance littéraire entre Germaine Guèvremont et William Arthur Deacon (1946–1956). Hrsg. von Mariel O’Neill-Karch, Éditions David, 2007, ISBN 978-2-89597-071-2.

## Würdigungen (Auswahl)
- 1945 Prix Duvernay für Le Survenant[2]
- 1946 Prix David für Le Survenant[5]
- 1946 Prix Sully-Olivier de Serres der Académie française für Le Survenant[3]
- 1947 Marie-Didace Medaille der Académie canadienne-française für Marie-Didace[2]
- 1948 Mitglied der Académie canadienne-française[1]
- 1950 Governor General's Award for Literary Merit für The Outlander

## Trivia
Während Guèvremont in der kanadischen Literaturgeschichte für den roman du terroir steht, gilt ihr Cousin Claude-Henri Grignon (1894–1976) mit seinem modernistischen Roman Un Homme et son péché (1933) als wichtiger Vertreter des anti-romans du terroir.